# Francesca Manzoni
Francesca Manzoni in Giusti (Barzio, 10 marzo 1710 – Cereda, 28 giugno 1743) è stata una poetessa italiana, lontana parente di Alessandro Manzoni.

## Biografia

### La formazione
Nacque da Cesare Alfonso, giureconsulto, e Maria Caterina Clavena, a Barzio il 10 marzo 1710. Fin dalla più giovane età, la Manzoni, grazie agli insegnamenti del padre, dimostrò vivacità d'intelletto e versatilità nelle lettere e nelle lingue antiche, tanto che a dodici anni dimostrò un'ottima padronanza del latino. Oltre al latino, Francesca apprese perfettamente anche il greco antico, il francese e lo spagnolo, erudendosi anche in diritto e in geometria.

### La produzione letteraria
La Manzoni si distinse in giovanissima età per aver pubblicato due drammi sacri (1730) che dedicò all'imperatrice Elisabetta Cristina di Brunswick-Wolfenbüttel, moglie di Carlo VI d'Asburgo. All'imperatrice, nel 1733, dedicò la sua tragedia meglio riuscita, l'Ester, pubblicata a Verona nello stesso anno e che le dedicò il titolo di "poetessa dell'imperatrice". Socia di numerose istituzioni letterarie, in particolare dell'accademia dei Trasformati e di quella dell'Arcadia (con lo pseudonimo di Fenicia), oltre alle due tragedie Francesca lasciò ai posteri la raccolta poetica Piacevoli Rime, di sapore petrarchesco, nonché una traduzione dei Tristia di Ovidio. 

### Il matrimonio e la morte prematura
Dopo essersi ritirata nel monastero milanese di Santa Lucia, ne uscì sposando il letterato veneziano Luigi Giusti il 10 aprile 1741, che conobbe presso la famiglia Agudio di Malgrate o presso l'Accademia dei Filodossi di Milano. Morì di parto, nella sua villa di Cereda, a dieci giorni dalla nascita della secondogenita Angela Maria (28 giugno 1743), e fu sepolta nella chiesa di San Giovanni alla Castagna, vicino al padre. 
La morte della moglie spinse un affranto Luigi ad abbracciare la carriera ecclesiastica, facendosi consacrare poco tempo dopo presbitero dalle mani dell'arcivescovo di Milano Giuseppe Pozzobonelli.